# Jonathan Friedrich von Finck
Jonathan Friedrich von Finck (* 1687 in Pitzerwitz, Landkreis Soldin; † 27. August 1757 in Peitz) war ein königlich-preußischer Generalmajor und Kommandant der Festung Peitz.

## Leben
Sein Vater war der Kurbrandenburger Hauptmann David Friedrich von Finck, Erbherr auf Pitzerwitz.
Er kam im Jahre 1704 in das Regiment „Anhalt-Dessau zu Fuß“. Dort wurde er am 6. November 1712 Seconde-Lieutenant, 1718 war er bereits Stabshauptmann. Im Jahr 1729 wurde er Major im Regiment „Dossow zu Fuß“. 1742 wurde er mit dem Pour le Mérite ausgezeichnet. Am 25. Mai 1743 wurde er zum Oberst befördert. Am 14. Juli 1748 wurde er zu Generalmajor und Kommandant von Peitz ernannt. Nach seinem Tod wird Busso Ernst von Blanckensee Kommandant der Festung.

## Familie
Er war seit 1722 mit Christiane Elisabeth von Brenkenhoff († 1745) verheiratet. Aus der Ehe gingen 12 Kinder hervor. Eine Tochter war mit dem Oberst Valentin Friedrich von Rüchel (1723–1784) verheiratet. er war der Onkel des Generals Ernst von Rüchel.